# 里尼奥圣基拉伊
里尼奧聖基拉伊（匈牙利語：Rinyaszentkirály）是匈牙利绍莫吉州所辖的一个村。总面积30.56平方公里，总人口395，人口密度12.9人/平方公里（2011年1月1日）。